# احترام (آلبوم)
 احترام  (به انگلیسی: Tribute) آلبومی است که توسط یانی (به انگلیسی: Yanni) هنرمند یونانی الاصل آمریکایی، به صورت زنده در تاج محل هند و شهر ممنوعه پکن در مارس تا مه ۱۹۹۷ برگزار شده‌است.

## نوازندگان
- کارن بریجز (ویلون)
- دنیل دلوس ریس (پرکاشن)
- پدرو استاچه (فلوت)
- ریک فیرابریچی (گیتار بیس)
- مینگ فریمن (ساز کلیدی)
- دیوید هادسون (دیجریدو
- رامون استاگنارو (گیتار)
- جوئل تیلور (درام)
- آرمن آناسیان (ویلون - رهبر)

## خوانندگان
- کت آدامز
- جینت کلینگر
- آلفردا جرالد
- وان جانسون